# Conus litteratus
Conus litteratus – gatunek ślimaka z rodziny stożków (Conidae).
Muszla mierzy 24–186 mm, choć zwykle osiąga do 13 cm długości. Muszlę barwy kremowej opasają 2–3 żółte lub pomarańczowe pasy, cała pokryta jest czarnymi kropkami. Występuje na obszarze Indo-Pacyfiku oprócz obszaru Hawajów i Morza Czerwonego; zasięg od wschodnich wybrzeży Afryki do Polinezji Francuskiej.